# JSTOR
JSTOR (výslovnost [džejstór], zkratka z anglického Journal Storage, úložiště časopisů) je digitální knihovna, která byla založena v roce 1995 s cílem usnadnit studentům přístup ke starším číslům vědeckých časopisů. Fungování projektu financuje Mellonova nadace se sídlem v New Yorku, u jeho zrodu stál bývalý prezident Princetonské univerzity William G. Bowen. V archivu je dostupných více než 1500 časopisů z oblasti humanitních, sociálních a přírodních věd, nejstarší texty pocházejí z roku 1665. Postupně jsou do databáze přidávány i knižní publikace v angličtině a aktuální čísla časopisů. Přístup k JSTOR má více než 8 000 vzdělávacích institucí ve 160 zemích. Podle statistiky společnosti Alexa Internet jsou stránky celosvětově na 2 236. místě v návštěvnosti (srpen 2017).